# Paryphodes alcuensis
Paryphodes alcuensis är en tvåvingeart som beskrevs av Günther Enderlein 1924. Paryphodes alcuensis ingår i släktet Paryphodes och familjen bredmunsflugor. Inga underarter finns listade i Catalogue of Life.